# Hozin
Hozin ist ein Arrondissement im Departement Ouémé im westafrikanischen Staat Benin. Es ist eine Verwaltungseinheit, die der Gerichtsbarkeit der Kommune Dangbo untersteht.

## Demografie und Verwaltung
Gemäß der Volkszählung 2013 des beninischen Statistikamtes INSAE hatte das Arrondissement 16.327 Einwohner, davon waren 8065 männlich und 8262 weiblich.
Von den 50 Dörfern und Quartieren der Kommune Dangbo (Ouémé)| entfallen acht auf Hozin:
1. Akpamè
2. Akpamè Vèvi
3. Djigbé
4. Djigbé Houngon
5. Hondji
6. Hozin
7. Lakè
8. Tokpa-Koudjota